# Aeroportul Tougan
Aeroportul Tougan (IATA: TUQ, ICAO: DFOT) este un aeroport din Burkina Faso ce deservește zona Tougan. A fost numit după zona deservită.
Situat la o altitudine de 296 m, aeroportul dispune de o singură pistă.